# Ханто
Ханто́ (устар. «Хан-То») — пресноводное моренное озеро на северо-западной окраине города Ноябрьска Ямало-Ненецкого автономного округа Тюменской области. Гидроним восходит к лесн. нен. Хэ' то — «озеро с водоворотом».

## Общая характеристика
Ханто — сточное озеро с вытекающей рекой Ханаяхой. В западной и южной частях в озеро впадают два безымянных ручья.
У озера морфологически выраженная озёрная терраса, близко прилегающая к пойме реки Нанкпёх. В юго- и северо-восточной частях асимметричной котловины озера наблюдаются относительно высокие и крутые песчаные склоны, а в западной части — склоны низкие и пологие. Окружающая территория занята тайгой, к северной части примыкают болота.

## Фауна
Ихтиофауна представлена туводными видами рыб, однако рыбохозяйственного значения озеро не имеет во многом из-за антропогенного воздействия.

## Экология
В западной части озера гидронамывом была углублена прибрежная часть озера и оборудован искусственный пляж, что привело к перераспределению гидрологического режима. Главным источником загрязнения стал впадающий в южную часть озера ручей, протекающий через гаражный комплекс. Купание в водоёме из-за большого уровня загрязнения воды было запрещено.

## Рекреационное использование
На южном берегу Ханто построили санаторий «Озёрный».
В сентябре 2015 года на берегу озера был открыт Ямальский окружной центр духовно-нравственного развития детей и молодёжи .